# 王丹性騷擾指控
2023年王丹性騷擾指控是指台灣政治工作者李元鈞在2023年6月2日對中华人民共和国政治異議人士、六四事件學生運動領袖王丹提出性騷擾指控後的一系列事件。此指控提出後，引另一名國立清華大學研究生徐豪謙出面指控亦受王丹性騷擾。王丹則表示指控出於政治目的，稱相關指控均不屬實。此事件台灣社會廣大討論，李元鈞隨後在6月7日向王丹提起妨礙性自主罪告訴。此事件為2023年臺灣＃MeToo運動中的一環，被視作台灣#MeToo運動的掀起。

## 事件經過
中華民國政治工作者李元鈞（一名李援軍）于2023年6月2日臉書發文指控，在九年前的2014年曾因參加社會運動結識王丹謝姓助理，因而與王丹相識；後者在該年邀請他前往美國游覽。期間，在2014年6月6日纽约法拉盛區的一間酒店客房，王丹在二人獨處時從背後用力環抱李元鈞，將其推倒在床上，欲解其腰褲。李元鈞表示自己近期做過肛瘻手術，求其停止。李稱王丹在之後的一周對他有言語的挑逗、暗示等性騷擾行為。 而後李以“家中有事”為由提早返臺，并將此事告知臺北市市議員林亮君、邱威傑。在文章最後，李元鈞要求王丹公開道歉。
同日稍晚，王丹在臉書官方賬號發文回應，稱相關指控不屬實，并認為文章作者强調政黨背景、選擇在六四事件三十四周年前夕提出指控顯為政治目的，并表示不會有後續回應。李元鈞在王丹回應后，發佈一系列臉書訊息截圖，稱此為當時在受到性騷后向王丹謝姓助理求救訊息；謝姓助理則稱王丹只是在開玩笑，讓他不要當真。還公佈了在美國期間王丹住所的照片，同時稱自己亦有錄音存證，但因涉及無關人士，不便公開。次日，國立清華大學社會學碩士徐豪謙在臉書發表聲明，亦指控王丹在2010年于清大任教時的一次私下聚餐活動中，用右手撫摸其腰部，稱王丹為“性騷擾慣犯”。’
李元鈞後在2023年6月4日同林亮君（臺北市市議員、主張台湾独立的團體島國前進發起人之一）召開新聞記者會，要求王丹道歉，否則將提出法律告訴。王丹則在同日晚表示自己的記憶與當事人所述有巨大落差，但對當事人的法律告訴不拒，認可通過法律程序探尋出真相。 翌日提前結束斯坦福大學胡佛研究所訪問行程，回到台灣。同年6月7日，李元鈞正式向台北地檢署提告王丹涉嫌強制性交未遂罪。王丹也於同日稱，坦誠面對司法檢視，不會有任何逃避。北檢考量王丹的住居所在桃園，將案件呈報高等檢察署，移轉管轄權至桃園地檢署。桃園地檢署證實本案已分他字案，將王丹列被告偵辦。

## 反應
產經新聞社台北支局长矢板明夫接受Newtalk新聞采訪，評論該年政性醜聞時提及了王丹這一事件。他表示無法判斷此事件的真僞，但在六四事件紀念日的時間點，美國紐約『六四紀念館』開幕之際曝光，無疑對中華人民共和國海外民主運動的形象造有負面影響。但也提及，現今曝光的性騷擾指控很大程度依賴“被害人”的陳述而忽略了“加害者”的意見。在沒有確認受害者或向第三方求證的情況下，便做出“長篇報道”將對“加害者”名譽造成極大的損害，乃至社會之制裁。
對於清大人社系系友的事件，國立清華大學人文社會學院學士班系學會在2023年6月4日發表聯合聲明，有關王丹在任職期間可能違反性別平等法一事向教育部通報。清華大學校方證實就此事通報教育部事涉公共利益、若有多人受害，校方會主動調查。2023年6月7日，清華大學社會所在召開教評會後，決議中止聘任王丹，並在會後接獲王丹來信撤回在清大教書的請求。
2023年7月，一名受害者K透過報導指控王丹在2014年對他灌酒，進而乘機性交，另有4人不願公開細節。此外，一名媒體工作者表示自己多次目睹王丹性騷擾年輕男性。

## 調查結果
2024年事件发生近一年后，李元钧表示收到了台北地方检察署《不起诉通知书》，并在Facebook公开了《通知书》的部分截图。李元钧公开的《通知书》截图显示：“经被告所曾任教之国立○○大学性别平等教育委员会调查”，王丹的确有过强吻行为，委员会认定王丹性骚扰一事成立；检方认为“或可认被告确有违反告诉人意愿进而强吻之举”，认定王丹涉嫌强制猥亵罪，但检方对非中华民国国籍人士在他国涉嫌犯罪无管辖权，因而不予起诉；此外，检方还判定王丹证词及其证人不可采纳为利于王丹的证据。
李元钧在独立媒体“新新闻”和“低音”对他的访谈报道中认为，“检察官以没有管辖权为由不起诉王丹，但还是特意写了一段，确认王丹强吻我的行为有发生”，“虽然是文邹邹的法律语言”，“但大家能明白，检察官是相信性骚扰事实存在的”。同时该报道也认为，由于缺乏证据，检察官“只认定了强吻事实”，没有认定“强暴未遂的事实”。

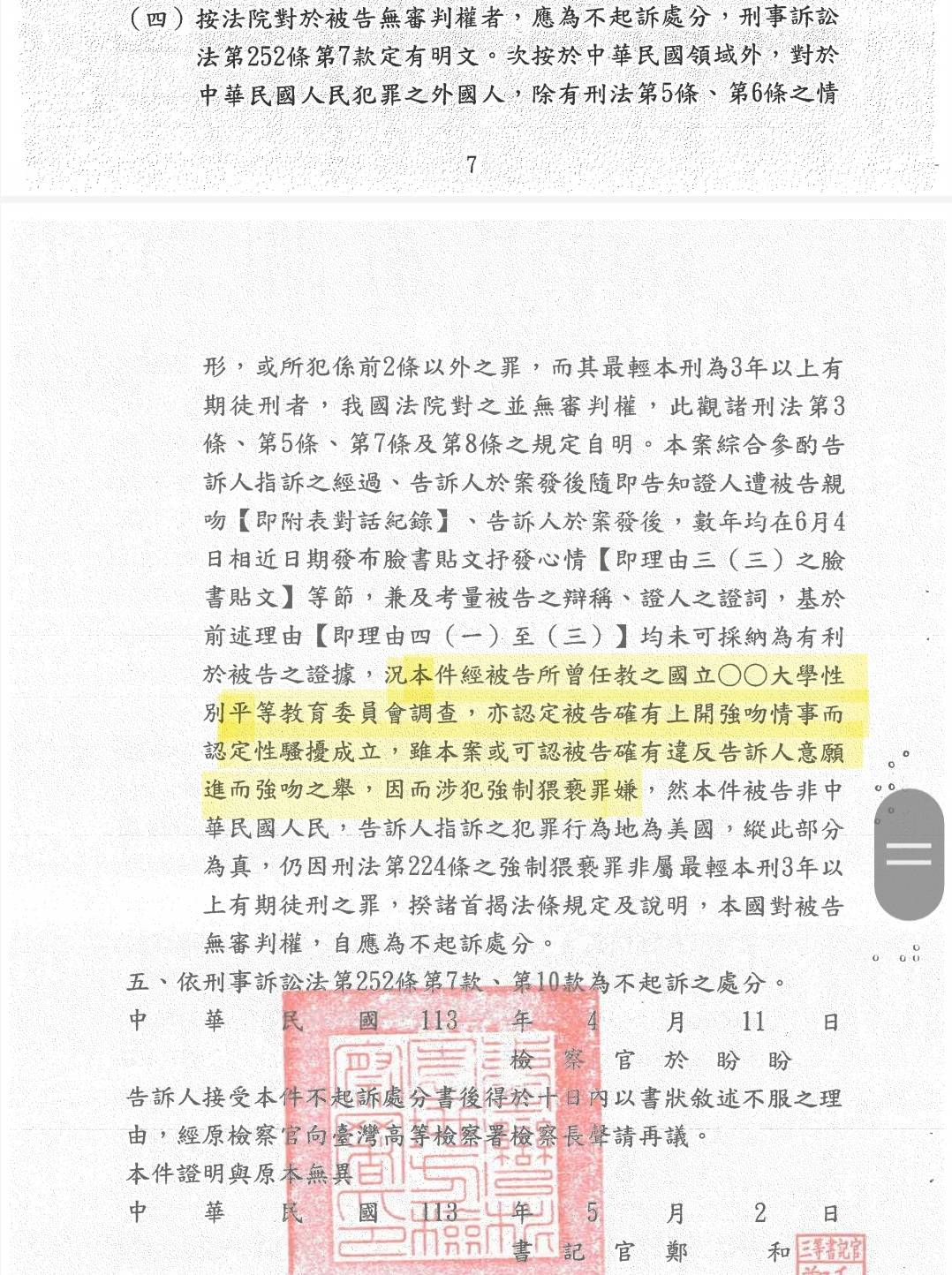
李元鈞公開的不起訴處分書部分截圖

王丹则在收到《通知书》后发布声明，表示“收到了检察官以‘证据不足’等理由签发的‘不起诉’通知书 ”。王丹称，“為了不再佔用社會和司法資源，我決定放棄圍繞本案曾出現的大量惡意誹謗的民事訴訟，也不會再被動回應外界有關本案的質詢”。独立媒体“新新闻”认为，“纵使检方不采信王丹”，王丹依旧发布这样的声明，是在“回避检方对自己证据的驳斥”。